# El Moralillo, Tlalixcoyan
El Moralillo är en ort i Mexiko.   Den ligger i kommunen Tlalixcoyan och delstaten Veracruz, i den sydöstra delen av landet, 300 km öster om huvudstaden Mexico City. El Moralillo ligger 24 meter över havet och antalet invånare är 212.
Terrängen runt El Moralillo är mycket platt, och sluttar österut. Runt El Moralillo är det ganska tätbefolkat, med 56 invånare per kvadratkilometer. Närmaste större samhälle är Tlalixcoyan, 11,1 km nordost om El Moralillo. Trakten runt El Moralillo består till största delen av jordbruksmark.